# NGC 470

NGC 470

NGC 470 هي مجرة تتبع كوكبة الحوت. اكتشفها ويليام هيرشل في 13 ديسمبر 1784.

## روابط خارجية
- NGC 470 على موقع ويكي سكاي: DSS2, SDSS, GALEX, IRAS, Hydrogen α, X-Ray, Astrophoto, Sky Map, Articles and images